# 岡本一平
岡本 一平（おかもと いっぺい、1886年〈明治19年〉6月11日 - 1948年〈昭和23年〉10月11日）は、日本の画家・漫画家・文筆家・仏教研究家。妻は歌人・小説家の岡本かの子。長男は芸術家の岡本太郎。
義弟（妹の夫）に洋画家の池部鈞がおり、甥は俳優の池部良。

## 来歴・人物
津藩に仕えた儒学者、岡本安五郎の次男で書家の岡本可亭（本名：良信（喜信）、通称：竹二郎）と母・正の長男として北海道函館区汐見町に生まれる。東京・大手町の商工中学校から東京美術学校西洋画科に進学し、藤島武二に師事する。この時美校の同級生、中井金三の仲介で大貫カノ（岡本かの子）と知り合い、後に和田英作の媒酌で2人は結婚するが岡本家に受け入れられず、2人だけの新居を構えた。
1910年（明治43年）に東京美術学校西洋画撰科を卒業し帝国劇場で舞台美術の仕事に関わった後、夏目漱石から漫画の腕を買われ、当時朝日新聞に連載中の正宗白鳥の小説「生霊」で挿絵を担当していた名取春仙の代筆を務めたのを機に、社会部長の渋川玄耳の口添えで1912年（大正元年）に朝日新聞社に入社、8月1日号に寄稿したこま絵『黒きリボンと愁たき顔』で漫画記者として同紙にデビューを果たす。
以後、朝日新聞を中心とする新聞や雑誌で漫画に解説文を添えた漫画漫文という独自のスタイルを確立し、大正から昭和戦前にかけて一時代を築き上げ、美術学校時代の同級である読売新聞社の近藤浩一路とともに「一平・浩一路時代」と評された。また、「一平塾」という漫画家養成の私塾を主宰し、近藤日出造・杉浦幸雄・清水崑らを輩出している。1921年5月2日、一平は東京朝日新聞に最初の物語漫画「人の一生」の連載を開始した。
1922年（大正11年）3月、婦女界社の要請により単身で世界一周の旅に出発。途中立ち寄ったパリでは藤田嗣治に会い、7月に帰国。1929年（昭和4年）には、5月に刊行を開始した『一平全集』（先進社、全15巻）に5万セットの予約が入ったのを機に、朝日新聞の特派員としてロンドン軍縮会議取材の命を受け、同年12月にかの子・太郎にかの子の愛人である恒松安夫と新田亀三をともない渡欧。太郎をパリに残して2年3か月の間に9か国を巡り帰国した。
以後、一平は1936年（昭和11年）まで朝日新聞の漫画記者を勤め、その後はかの子とともに仏教の研究に打ち込むかたわら小説も手がけるようになり、『刀を抜いて』は映画化・舞台化が実現した。
私生活では前述・大貫カノ（岡本かの子）と美術学校卒業後の1910年（明治43年）に結婚し、長男の太郎ら3人（次男・長女は夭折）の子をもうけたが、自分の公認のもとで、妻の愛人を家族と同居させるという奇妙な夫婦生活を送る。それでも歌人・仏教研究家から小説家に転じたかの子を支え、画家を志望しパリに留学していた太郎を援助し、1939年（昭和14年）2月のかの子の死まで変わらぬ夫婦生活を全うした。一平はかの子の死から14日後に追憶記の執筆をはじめ、のちに『かの子の記』として刊行。かの子の遺稿の整理・出版にも努めた。
1941年（昭和16年）1月、山本八重子と再婚。太郎とは異母弟妹にあたる4人の子、いづみ（二女）・和光（三男）・おとは（三女）・みやこ（四女）を授かる。
太平洋戦争末期の1945年3月、岐阜県加茂郡白川町に疎開。終戦後、ユーモアを織り込んだ十七文字形式の短詩「漫俳」を提唱した。1946年より加茂郡古井町下古井（現在の美濃加茂市）に移り、当地で没するまで文筆活動を行った。一平の終の住処「糸遊庵」は太田宿中山道会館に再現されている。
1948年（昭和23年）10月11日、遺作となった小説「一休迷悟」の執筆後に入浴、その直後に倒れ、脳内出血で死去。享年62歳。墓所は多磨霊園。
作品の著作権は1999年1月1日時点で消滅し、パブリックドメインとなっている。

## エピソード
- 岡本かの子が青山に住んでいた頃、同宿の恒松安夫の中学時代の同窓・三明永無（川端康成の一高からの友人）が出入りし、1923年（大正12年）8月に三明を介して銀座のレストラン「モナミ」で、恒松安夫、一平、かの子、川端が会い、それ以降、一平・かの子夫婦と川端は長く親交を持つようになった[9][6]。かの子を小説家として世に出した川端に対する一平の尊崇の念は、かの子の死後も変わりなく、6.2メートルもの巻紙に筆で丹念に書かれた長いものを含む数々の手紙を川端に送っている[10][6]。川端は、この一平の手紙の内容をヒントにして、亡妻の姪に妻ができなかった国文学や芸事を継がせる思いを綴った男の独白を描いた書簡体小説『手紙』（掌の小説）を創作した[11][6]。
- 1929年（昭和4年）に全国高等学校野球選手権大会の取材で阪神甲子園球場に来ていた一平はこの年大幅に増築されたスタンドが観客の着衣で白く映え上がって見えたことをアルプスに例え、「ソノスタンドハマタ素敵ニ高ク見エル、アルプススタンドダ、上ノ方ニハ万年雪ガアリサウダ」とキャプションを入れた漫画を朝日新聞に発表。この名称は通称として定着し、現在では正式に「アルプススタンド」の名称となっている。最初にスタンドをアルプスのようだと言ったのは一緒に観戦していた息子の太郎、もしくは登山家で同僚の藤木九三であるとされている。
- 1940年に一平が歌詞を書き、徳山璉の歌唱で吹き込んだ、銃後の相互連帯を謳った流行歌「隣組」のレコードは大ヒットし、戦後に至るまで広く親しまれた。
- 手塚治虫は幼少期に、『一平全集』を読んで影響を受けたと語っている[12]。

## 門下生
- 近藤日出造
- 杉浦幸雄
- 清水崑
- 宮尾しげを
- 矢崎茂四
- 小山内宏
- 旭正秀

## 著書
- 『漫画と訳文』1911年　石川文栄堂　※名取春仙・仲田勝之助との共著。
- 『探訪画趣』1914年　磯部甲陽堂
- 『戦争漫画 陥落』1914年　磯部甲陽堂
- 『マッチの棒』1915年　磯部甲陽堂
- 『漫画と文 物見遊山』1916年　磯部甲陽堂
- 『漫画と文 欠伸をしに』1919年　磯部甲陽堂
- 『可笑味』1921年　磯部甲陽堂
- 『へぼ胡瓜』1921年　大日本雄弁会
- 『泣虫寺の夜話』1921年　磯部甲陽堂
- 『映画小説 女百面相』1922年　磯部甲陽堂
- 『どこか実のある話』1922年　磯部甲陽堂
- 『紙上世界漫画漫遊』1922年　実業之日本社
- 『一平漫画』1924年　文興院
- 『世界一周の絵手紙』1924年　磯部甲陽堂
- 『金は無くとも』1924年　文興院
- 『どじょう地獄』1924年　大日本雄弁会
- 『富士は三角』1925年　越山堂
- 『一平小弥太人生問答』1925年　越山堂　※江原小弥太との共著。
- 『弥次喜多再興』1925年　プラトン社
- 『藤村いろは歌留多』1926年　実業之日本社　※島崎藤村との共作
- 『二重虹』1926年3月　アルス社　※北原白秋との共作による詩画集。
- 『一平傑作集』1926年　磯部甲陽堂
- 『漫画小説 人の一生（前編）』1927年　大日本雄弁会。
- 『手製の人間』1928年　現代ユウモア全集刊行会
- 『新漫画の描き方』1928年　中央美術社
- 『一平全集』全15巻　1929年‐1930年　先進社　※1990年に大空社から杉浦幸雄の監修による増補版が全20巻で刊行。
- 『指先人形』1929年　資文堂書店
- 『新水や空 政治家の部・俳優の部』1929年　文藝春秋社
- 『新水や空 演劇篇』1930年　先進社
- 『新らしい漫画の描き方』1930年　先進社
- 『漫画と漫文』1931年　誠文堂
- 『新水や空 政治篇』1931年　先進社
- 『政治漫画』1931年　先進社
- 『平気の平太郎』1931年　采文閣
- 『漫画漫遊 世界一周』1931年　文武書院
- 『刀をぬいて』1932年　春陽堂
- 『人の一生』1933年　新潮社
- 『かの子の記』1942年　小学館

## 伝記
- 瀬戸内晴美「かの子繚乱」（1979年、講談社）
- 清水勲・湯本豪一「漫画と小説のはざまで－現代漫画の父・岡本一平」（1994年、文藝春秋社）
- 竹内一郎作・演出「奇妙なり―岡本一平とかの子の数奇な航海」2016年5月　紀伊国屋ホール　岡本一平役は岡本高英。